# Gouverneur militaire de Paris
Pour les articles homonymes, voir GMP.
Le gouverneur militaire de Paris (GMP) est l'officier général de zone de défense et de sécurité (OGZDS) de Paris et le général commandant de zone terre Île-de-France (COM ZT IDF). Il est le conseiller militaire et interlocuteur unique des armées auprès du préfet de police, préfet de zone, pour tout ce qui concerne la contribution des armées en matière de défense civile et économique en Île-de-France. Il est responsable de la coordination des moyens des armées et des services interarmées contribuant à la défense civile. En cas de mise en œuvre des mesures de défense opérationnelle du territoire, il est commandant désigné de la zone de défense de Paris.
Depuis janvier 2015, le gouverneur militaire de Paris est le commandant de l'opération Sentinelle en Île-de-France, sous l'autorité du chef d'état-major des armées. Sous son commandement, jusqu'à 7 000 militaires sont engagés pour participer aux côtés des forces de sécurité intérieures à la lutte contre le terrorisme dans la capitale et dans toute la zone de défense.

## Histoire de la fonction
La fonction de gouverneur militaire de Paris remonte à la guerre de Cent Ans, qui amène les rois de France à se préoccuper de la défense de leur capitale, Paris, et de sa région.
Le 5 décembre 1356, le roi Jean II le Bon étant prisonnier des Anglais, le dauphin, futur Charles V, désigne son frère Louis de France, comte d’Anjou et du Maine, comme « lieutenant du Dauphin et du Roi à Paris » chargé de la défense de la ville. Les responsabilités du gouverneur de Paris sont d’abord militaires (levée de troupes, organisation de l’armement et des fortifications), mais s’étendent ensuite aux mesures de maintien de l'ordre.
Louis XIV crée, en 1667, le poste de « lieutenant du prévôt de Paris pour la police » : la sécurité et le maintien de l’ordre ne sont alors plus dans les attributions du gouverneur militaire de Paris. La fonction connaît diverses fortunes au cours des siècles, sous des appellations variées. Elle est supprimée sous la Révolution, mais rétablie dès 1791 sous le nom de « commandant général de la force armée à Paris », qui est aussi commandant de la 17e division militaire. Le titre de gouverneur réapparaît sous le Premier Empire en 1804. La fonction est confirmée sous la Restauration et les régimes successifs.

## Rôle actuel du gouverneur militaire de Paris
Aujourd’hui, le gouverneur militaire de Paris reste le garant de la défense de la région parisienne et sa mission principale est la protection de sa population. Cela lui confère des fonctions opérationnelles en tant que chef des militaires travaillant dans la zone de défense francilienne. Il a donc aussi un rôle de soutien envers ces militaires. Enfin, la proximité de sa fonction avec de nombreuses hautes autorités nationales en fait un acteur majeur de nombreuses cérémonies officielles aux enjeux politiques.

### Rôle opérationnel
Historiquement, la fonction opérationnelle du gouverneur militaire de Paris était de garantir l’intégrité de la capitale et protéger ses habitants. Depuis 2015, cela se fait principalement via l’opération Sentinelle dont le gouverneur militaire de Paris est le commandant en Île-de-France.

#### Opération Sentinelle
Cette opération a été mise en place en complément du plan Vigipirate à la suite des attentats de janvier 2015. Elle donne un cadre, en exécution de leur contrat opérationnel de protection, à la participation active des armées à la lutte antiterroriste sur le territoire national.
La force Sentinelle assure donc, en coopération avec les forces de sécurité intérieure qu’elle complète, la protection de la population dans de nombreuses zones jugées sensibles. Une forte densité de population ainsi qu’une grande concentration de ces points sensibles en Île-de-France en fait un point clé de cette opération d’ampleur nationale.
Arrivé au poste de gouverneur militaire de Paris le 1er août 2015, le général de corps d’armée Bruno Le Ray a très vite été confronté, après les attentats de Paris du 13 novembre 2015, aux enjeux de son poste de commandant de l’opération Sentinelle dans la capitale et ses alentours. Ainsi, depuis 2016, la politique menée vise à la dynamisation de l’opération, qui est repensée en permanence. Le dispositif est rendu plus flexible, pour être plus réactif : il doit notamment pouvoir s’adapter au contexte de la zone, ce qui est un défi dans la capitale.
Pendant les Jeux olympiques et paralympiques de Paris 2024, la force Sentinelle a vu son champ de missions s'élargir considérablement pour contribuer à la sécurisation de l'événement, en appui des forces de sécurité intérieure. Le général de corps d'armée Christophe Abad, alors gouverneur militaire de Paris, a commandé près de 10 000 soldats déployés en Île-de-France, ainsi que plusieurs capacités militaires spécialisées (drones tactiques, embarcations fluviales du génie, quads, dispositifs de lutte anti-drone, équipes cynotechniques, etc.).

#### Plan Neptune
Le gouverneur militaire de Paris peut aussi déployer des moyens militaires pour renforcer les autorités civiles dans certaines situations comme en cas d’événements climatiques importants.
C’est, par exemple, l’objet du plan Neptune qui peut être activé en cas de crue importante de la Seine. Comme ce fut le cas au moment de la crue de 1910, des personnels (et moyens) militaires peuvent être déployés, sous le contrôle du gouverneur militaire de Paris. La « force Neptune » alors déployée pourra agir en renforcement des forces sécurité civile (sapeurs-pompiers, et services de secours) et de sécurité intérieure (police nationale et gendarmerie nationale) participer aux missions d’évacuation, de ravitaillement ou de secours.

### Actions auprès des unités militaires implantées en Île-de-France
Outre l’aspect opérationnel, le gouverneur militaire de Paris apporte un soutien aux nombreuses unités militaires présentes dans sa zone, comme entre autres la forteresse du Mont Valérien, la base aérienne 107 de Villacoublay, plusieurs régiments et différents centres d’instructions. Cela peut recouvrir si besoin les infrastructures, la logistique, la gestion des ressources humaines, et le rapatriement et le soin des blessés.
L’opération Sentinelle a aussi généré un besoin important en matière de soutien logistique, de matériel et d’infrastructures, assuré par le gouverneur militaire de Paris grâce aux différents sites militaires implantés dans la zone.

### Soutien aux blessés et aux familles endeuillées
Le gouverneur militaire de Paris mène aussi un certain nombre d’actions pour venir en aide aux blessés de guerre des trois armées et des services interarmées ainsi qu’aux familles endeuillées des armées. Il est en effet garant de la solidarité des armées à l’égard de leurs blessés, et envers les familles de militaires décédés.
A ce titre, il travaille en étroite collaboration avec les cellules d'aide aux blessés des trois armées et du Service de santé des armées sur divers projets. Ces cellules effectuent un suivi (administratif et social) des blessés et leurs familles. Elles les accompagnent au cours de leur réinsertion dans les armées ou pour faciliter leur reconversion vers le secteur civil. Les cellules d'aide aux blessés sont étroitement liées aux associations d'entraide, regroupées au sein du Comité de l'entraide Défense (CED), qui leur fournissent les fonds nécessaires pour concrétiser des projets. Plusieurs mécènes permettent aussi l'organisation annuelle des « rencontres militaires blessures et sport », événement interarmées réunissant différents blessés autour de la reconstruction par le sport. Certains font également partie de la délégation française aux « Invictus Games » ou participent à d’autres rencontres sportives internationales destinées aux soldats et vétérans blessés ou handicapés. Plusieurs sportifs de haut niveau de la défense, blessés de guerre, ont ainsi participé aux Jeux paralympiques de Paris 2024.
En parallèle, le gouverneur militaire de Paris organise chaque année différents événements caritatifs au profit des blessés et familles endeuillées issus des trois armées et services interarmées ou au profit du Bleuet de France : il y a notamment le traditionnel concert du Gouverneur dans la cathédrale Saint-Louis-des-Invalides, ou encore plusieurs dons du sang aux Invalides, notamment lors de l'opération de relations publiques qui est organisée à l'Hôtel national des Invalides le 14 juillet. Depuis 2023, le gouverneur militaire de Paris organise les Courses solidaires au profit du Bleuet de France et en 2024, pour la première fois, un concert a été organisé dans la salle Pleyel à Paris.

### Fonctions protocolaires
Le gouverneur militaire de Paris organise et intervient dans de nombreuses cérémonies officielles.
- Il est l’un des garants de la mémoire collective militaire et civile. Il participe à l’organisation cérémonies de commémoration liées aux grands conflits (11 novembre, 8 mai, appel du 18 juin…).
- Le gouverneur militaire de Paris organise aussi, à la décision du président de la République, les hommages nationaux aux militaires et aux civils, qui ont lieu en général aux Invalides (par exemple pour les victimes des attentats du 13 novembre 2015, ou au décès de Simone Veil en 2017 ou celui de Charles Aznavour en 2018).
- Il organise chaque année le défilé militaire du 14 juillet. Cet événement annuel et particulièrement médiatisé demande beaucoup de préparation. C’est donc le gouverneur militaire de Paris qui organise et supervise les nombreuses répétitions jusqu’au défilé et prépare l’accueil en région parisienne des unités défilantes. Le jour même, le gouverneur militaire de Paris est le commandant des troupes qui défilent.
- Il accueille les visites officielles et visites d'État en mettant en place les honneurs militaires rendus, habituellement aux Invalides, à l'officiel étranger en visite (généralement un chef d'État ou chef de gouvernement).

Gouverneurs militaires de Paris lors du défilé du 14 juillet
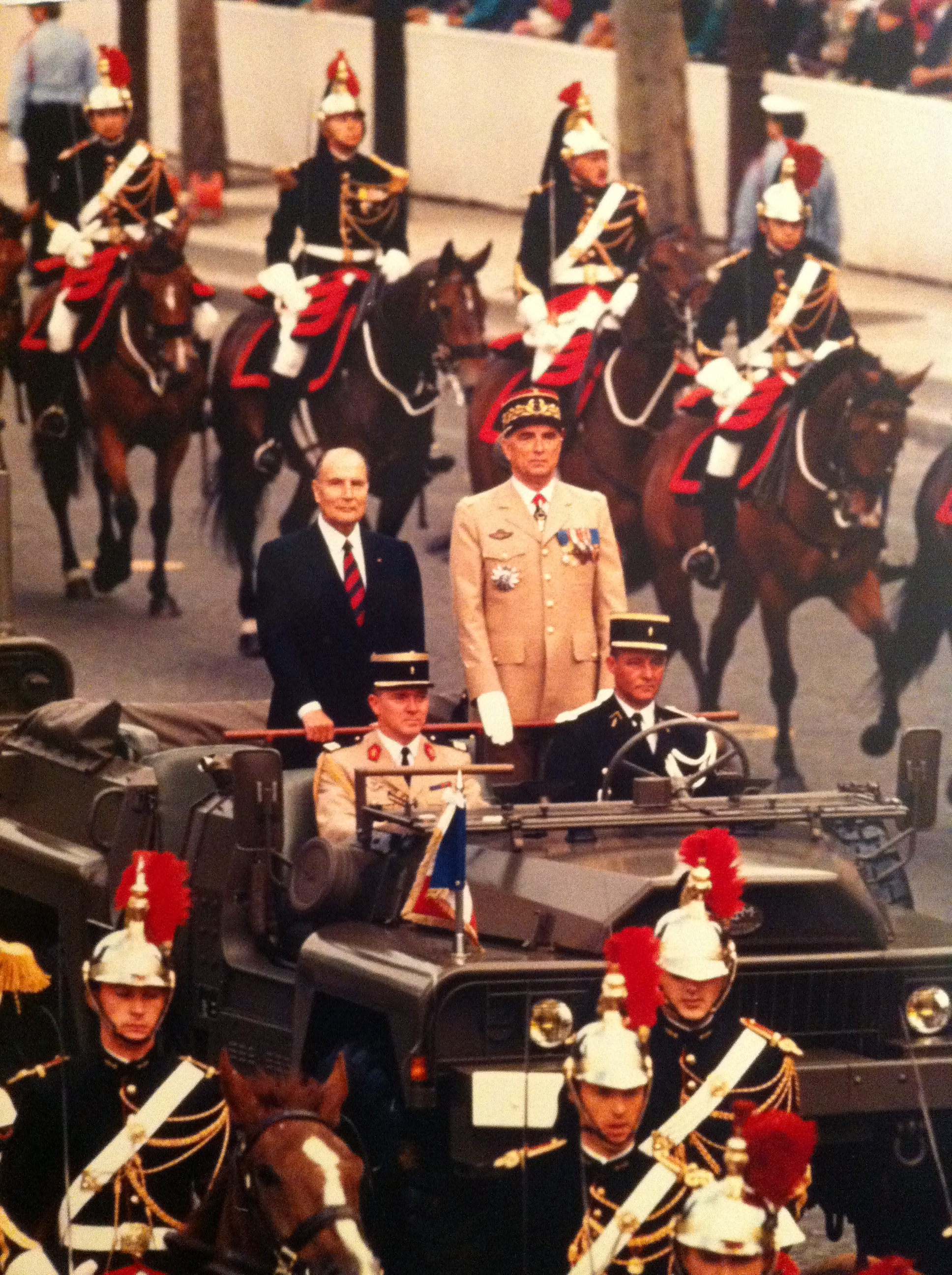
Le général Navereau, avec le président Mitterrand, 1989.
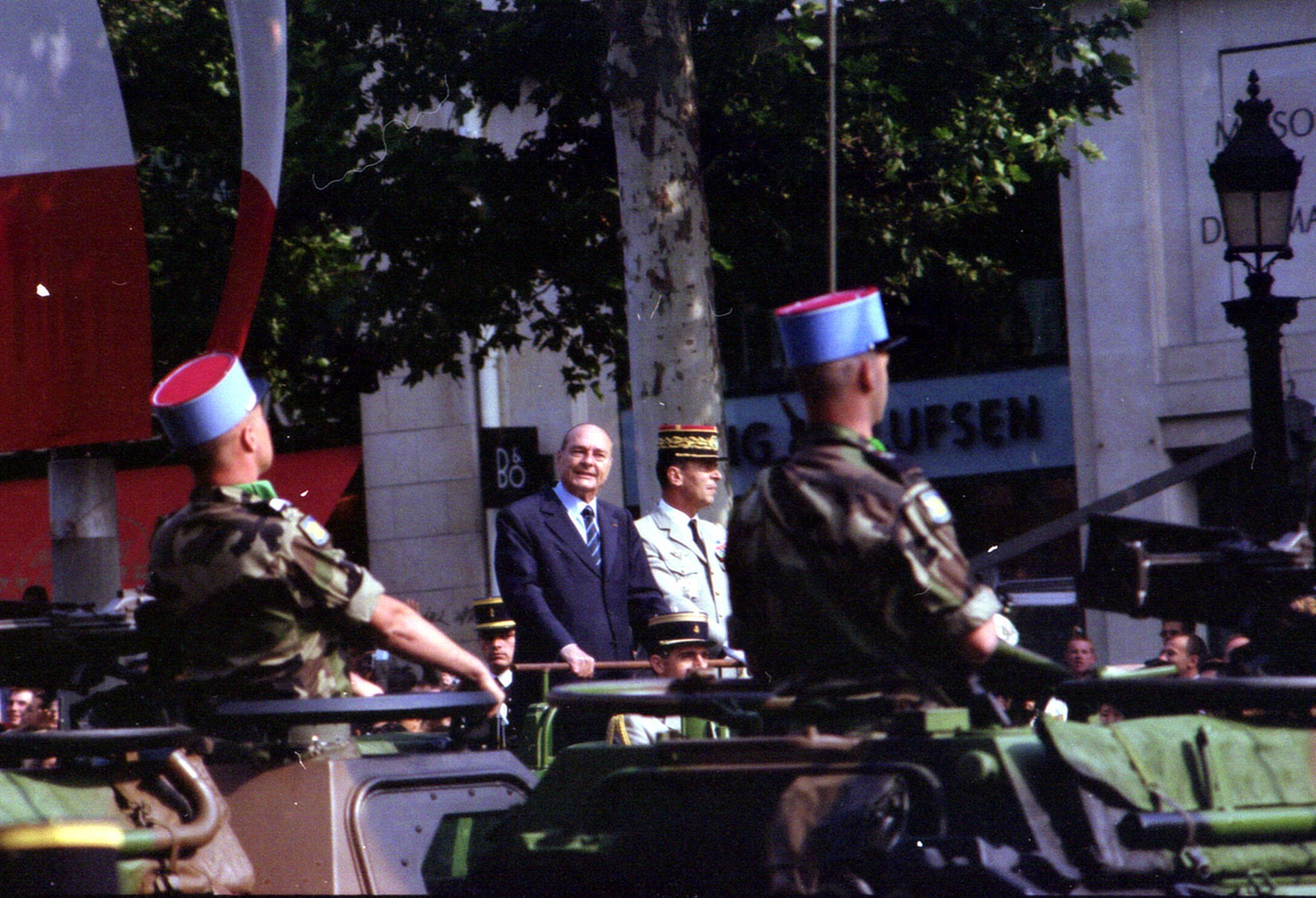
Le général de Zuchowicz, avec le président Chirac, 2006.
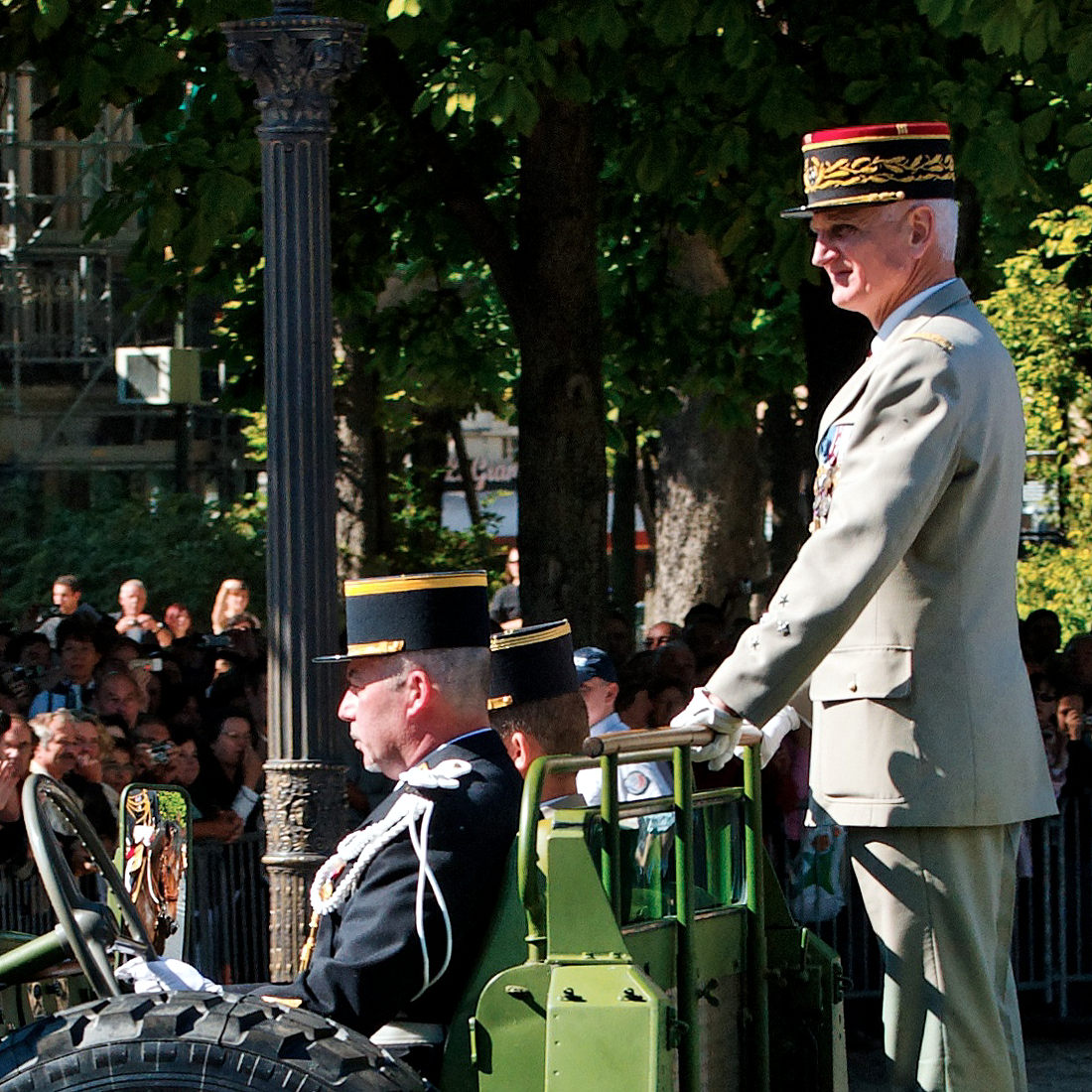
Le général Dary, 2008.

## Gouverneurs militaires de Paris depuis l'Ancien Régime

### Gouverneurs de Paris sous l'Ancien Régime
- Louis Ier d'Anjou, comte d'Anjou et du Maine : 1356-1357
- Guillaume de Courcy : 1404

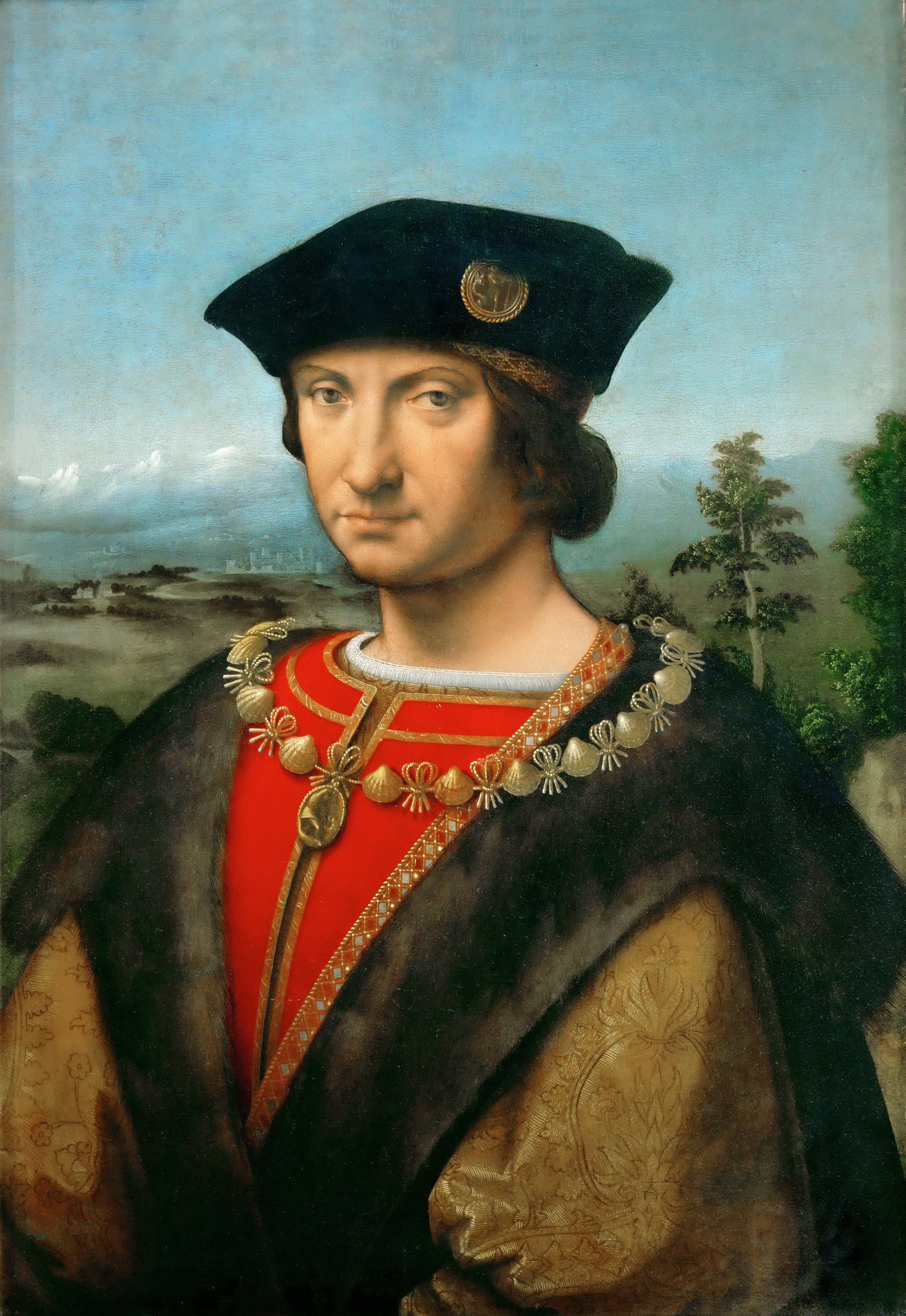
Charles II d'Amboise, gouverneur de Paris de 1493 à 1496, portrait d'Andrea Solari.

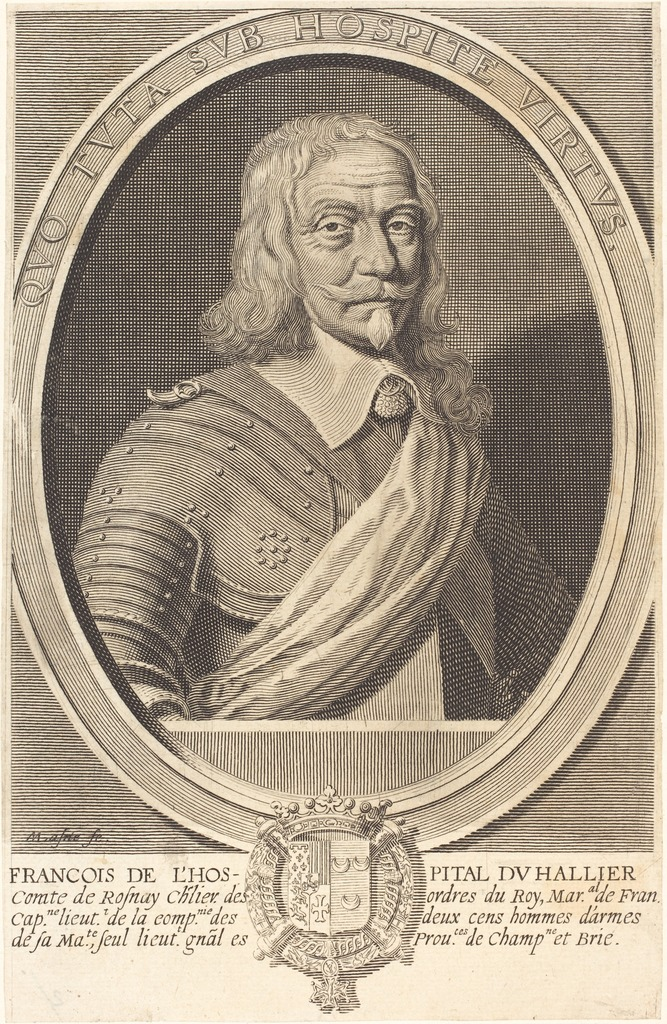
François de L'Hospital, gouverneur de Paris de 1648 à 1657.

- Jean de Berry, duc de Berry : 1411
- Waléran III de Luxembourg, comte de Saint-Pol et de Ligny : 1411-1413
- Jean II de Luxembourg, comte de Ligny et de Guise : 1418-1420
- Maréchal Jean de La Baume : 1422–142.
- Jean de Villiers de L'Isle-Adam : 1429–14..
- Philippe de Ternant : 14..–14..
- Jacques de Villiers de l'Isle Adam : 1461
- Charles d'Artois, comte d'Eu : 1465
- Charles de Melun, baron des Landes et de Normanville : 1465-1467
- Charles Ier d'Amboise, comte de Brienne : 1467-1470
- Charles de Gaucourt, vicomte d'Aix : 14..–1472
- Antoine de Chabannes, comte de Dammartin : 1472–147.
- Guillaume de Poitiers[Lequel ?] : 1478–14..
- Louis d'Orléans : 1483-1485
- Antoine de Chabannes, comte de Dammartin : 1485-1488
- Gilbert de Montpensier : 14..–1494
- Charles II d'Amboise : 1493-1496
- Antoine de La Rochefoucauld, sgr de Barbezieux : 15..–15..
- Maréchal Paul de La Barthe : 1559-1562
- Maréchal Charles Ier de Cossé, comte de Brissac : 1562-1563
- Maréchal François de Montmorency : 15..–1572
- René de Villequier, vicomte de La Guerche : 1580
- François, marquis d'O : 158.–1589
- Charles-Emmanuel de Savoie : 1589-1590
- Jean Francois de Faudoas, mestre de camp du régiment de Sarrieu : 1590-1594
- Charles II de Cossé, maréchal de la Ligue : 1594
- François, marquis d'O : 1594
- Charles du Plessis-Liancourt : 1616[3]
- Hercule de Rohan, duc de Montbazon : 1643–16..
- Maréchal François de L'Hospital : 1648-1657
- Maréchal de Camp Ambroise-François de Bournonville : 1657-1662
- Maréchal Antoine d'Aumont, marquis de Villequier : 1662-1669
- Gabriel de Rochechouart : 1669-1675
- Charles III de Créquy, duc de Poix : 1676-1687
- Léon Potier, duc de Gesvres : 1687-1704
- Duc de Tresmes : 1704-1739
- Bernard Potier, duc de Gesvres : 1739-1757
- Charles Louis d'Albert, duc de Chevreuse et de Luynes : 1757-1771
- Maréchal Jean de Cossé-Brissac : 1771-1780
- Maréchal de Camp Louis de Cossé-Brissac : 1780-1791

### Commandants généraux de la force armée à Paris
- Général Louis d'Affry : 1791-1792

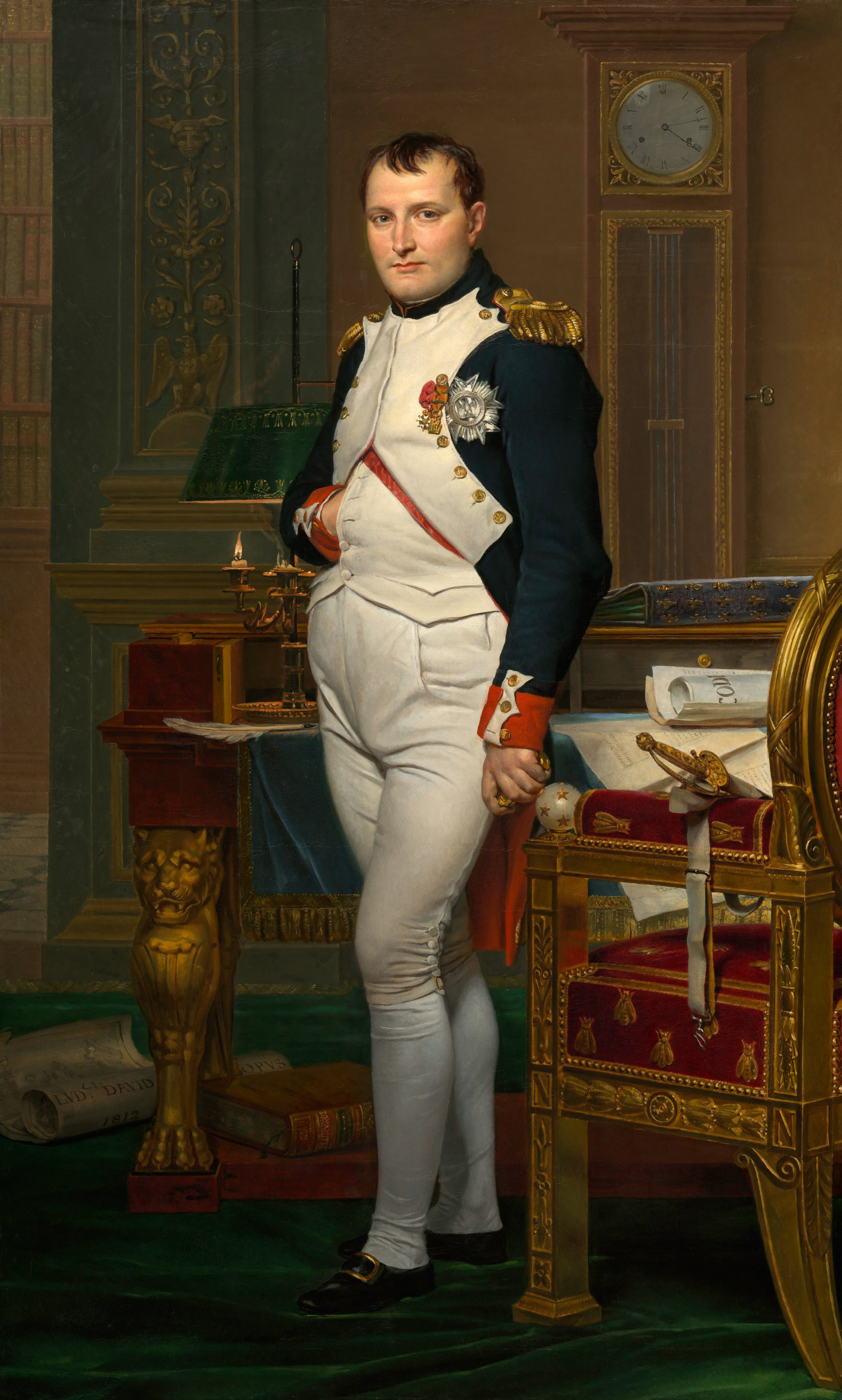
Napoléon Bonaparte, commandant de la force armée à Paris de 1795 à 1796, portrait de Jacques-Louis David.

- Général Jacques-François de Menou : 1792-1794
- Général Jean Thierry : 1794-1795
- Général Jacques-François de Menou : 1795
- Général Paul de Barras : 1795
- Général Napoléon Bonaparte : 1795-1796
- Général Jacques Hatry : 1796-1797
- Général Pierre Augereau : 1797
- Général Louis Lemoine : 1797
- Général Jean-François Moulin : 1797-1798
- Général Joseph Gilot : 1798-1799
- Général Barthélemy Catherine Joubert : 1799
- Général Jean-Antoine Marbot : 1799
- Général François Joseph Lefebvre : 1799-1800
- Général Édouard Mortier : 1800-1803
- Général Jean-Andoche Junot : 1803-1804

### Gouverneurs militaires de Paris

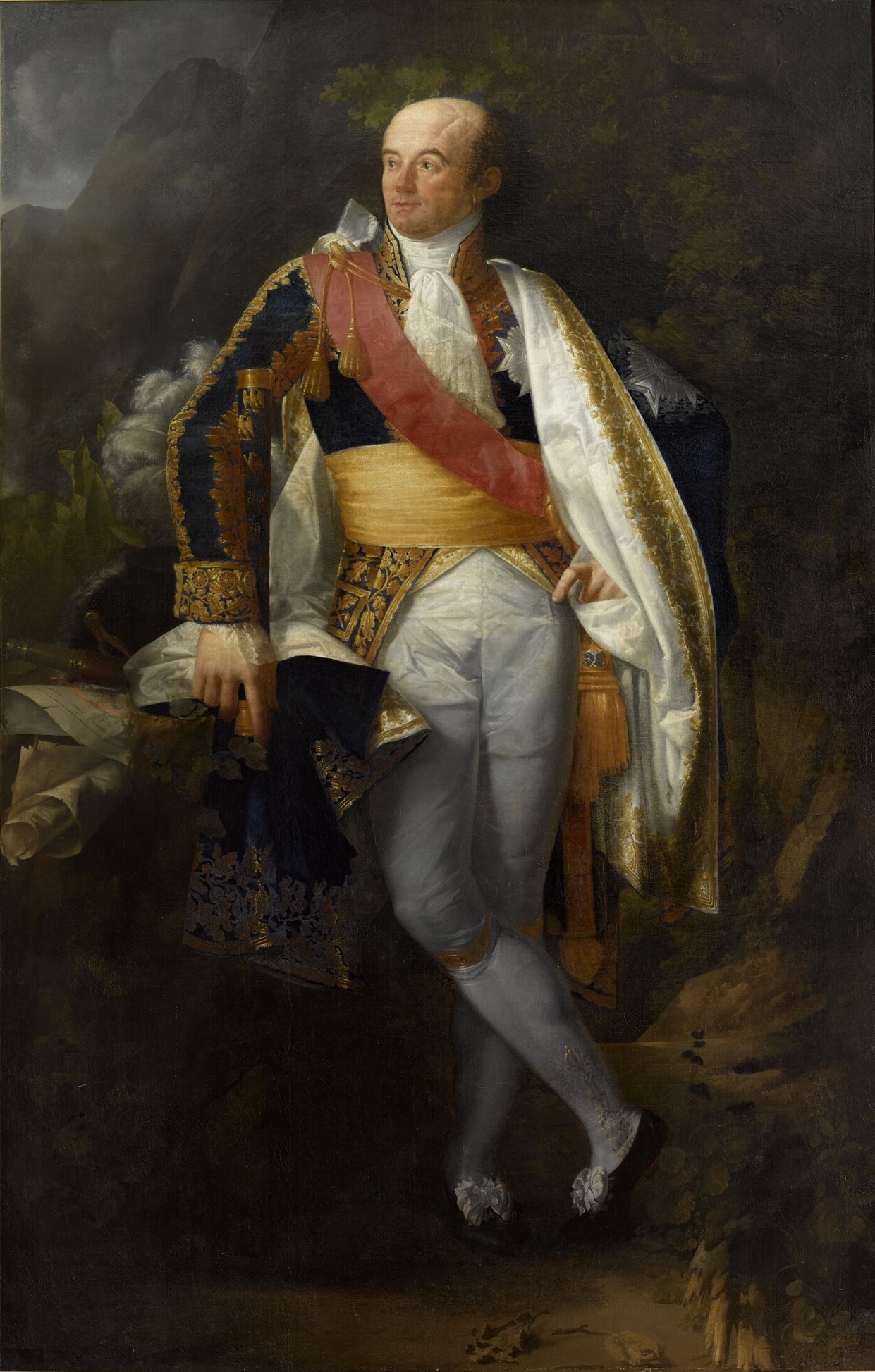
Le maréchal Catherine-Dominique de Pérignon, gouverneur militaire de Paris de 1816 à 1819, portrait de Philippe-Auguste Hennequin.

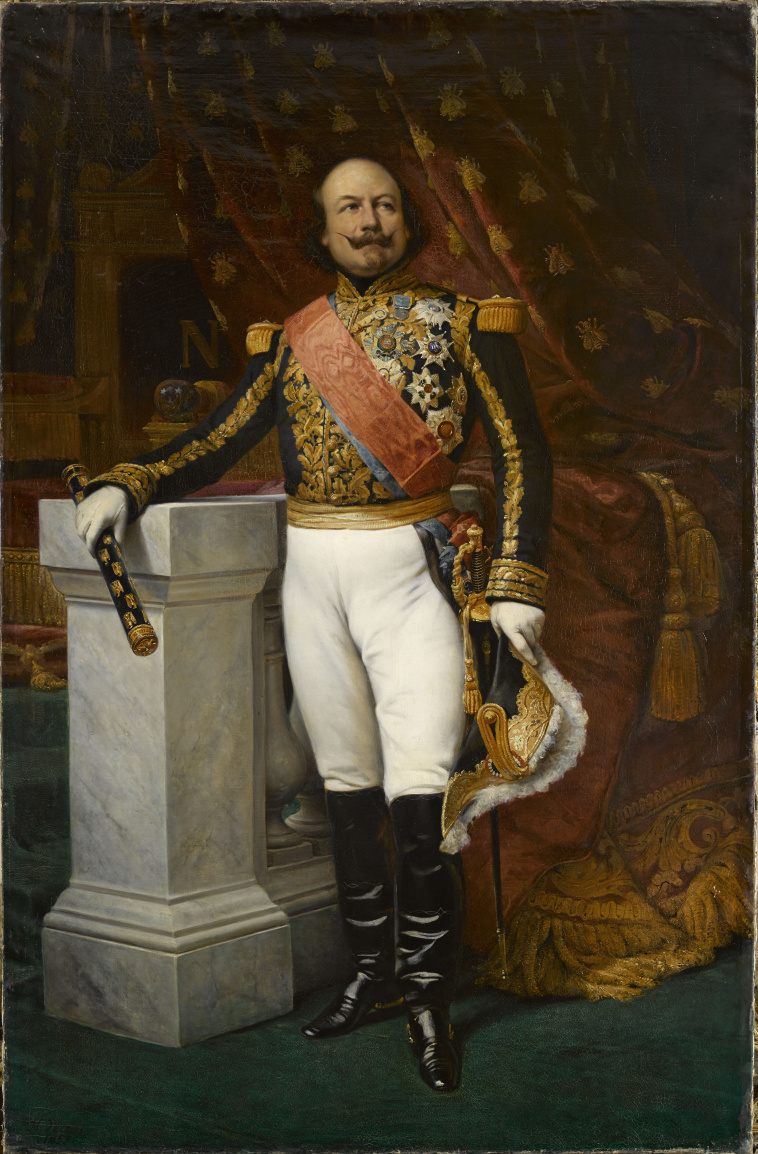
Le maréchal François Certain de Canrobert, gouverneur militaire de Paris de 1865 à 1870.

- Général Joachim Murat : 1804-1805
- Prince Louis Bonaparte : 1805-1806
- Maréchal Joachim Murat : 1806
- Général Jean-Andoche Junot : 1806-1807
- Général Pierre-Augustin Hulin : 1807-1814
- Général Louis de Rochechouart : 1814
- Général Louis Sébastien Grundler : mai 1814 - janvier 1815
- Général Nicolas-Joseph Maison : 1815
- Général Pierre-Augustin Hulin : 1815 (Cent-Jours)
- Maréchal André Masséna : juillet 1815
- Général Nicolas-Joseph Maison : juillet - septembre 1815
- Général Hyacinthe Despinoy : 1815-1816
- Maréchal Catherine-Dominique de Pérignon : 1816-1818
- Général Nicolas-Joseph Maison : 1819-1821
- Maréchal Auguste de Marmont : 1821-1830
- Général Pierre Claude Pajol : 1830-1842
- Général Tiburce Sébastiani : 1842-1848
- Général Nicolas Changarnier : 1848-1851
- Général Achille Baraguey d'Hilliers : 1851
- Maréchal Bernard Pierre Magnan : 1851-1865
- Maréchal François Certain de Canrobert : 1865-1870
- Maréchal Achille Baraguey d'Hilliers : 1870
- Général Louis Jules Trochu : 1870-1871
- Général Joseph Vinoy : 1871
- Général Paul de Ladmirault : 1871-1878[a]
- Général Édouard Aymard : 1878-1880[b]
- Général Justin Clinchant : 1880-1881[c]
- Général Alphonse-Théodore Lecointe : 1881-1884[d]
- Général de division Félix Gustave Saussier : 1884-1898[e]
- Général Émile Zurlinden : 1898-1899[f],[g]
- Général Joseph Brugère : 1899-1900[h]
- Général de division Georges-Auguste Florentin : 1900-1901[i]
- Général Paul-Vincent Faure-Biguet : 1901-1903[j]
- Général Jean Edmond Dessirier : 1903-1906[k]
- Général Jean-Baptiste Dalstein : 1906-1910[l]
- Général Michel Joseph Maunoury : 1910-1912[m]
- Général Victor-Constant Michel : 1912-1914[n]
- Général de division Joseph Gallieni : 1914-1915[o]
- Général Michel Joseph Maunoury : 1915-1916[p]
- Général Augustin Dubail : 1916-1918[q]
- Général Adolphe Guillaumat : 1918[r]
- Général Charles Émile Moinier : 1918-1919[s]
- Général Pierre Berdoulat : 1919-1923[t]
- Général Henri Gouraud : 1923-1937[u]
- Général Gaston Billotte : 1937-1939[v]
- Général Pierre Héring : 1939-1940
- Général Henri Dentz : juin 1940

### Période de l'Occupation
Sous l'occupation allemande, Paris connaît des gouverneurs militaires allemands, dont le titre exact est « Stadtkommandant (de) von Groß-Paris » (en français : « commandant de ville du Grand-Paris », souvent désigné « commandant du Gross-Paris » dans la littérature française).
Entre l'armistice du 22 juin 1940 et la libération de Paris en août 1944, ces gouverneurs militaires allemands ont été successivement :
- General der Artillerie[α] Alfred von Vollard-Bockelberg (de) : juin 1940 - 31 juillet 1940
- Generalleutnant[β] Ernst Schaumburg (de) : 31 juillet 1940 - 30 avril 1943
- Generalleutnant Hans von Boineburg-Lengsfeld : 1er mai 1943 - 6 août 1944
- General der Infanterie[γ] Dietrich von Choltitz : 7 août 1944 - 25 août 1944, date de sa reddition au général Leclerc.

### Gouverneurs militaires de Paris depuis1944

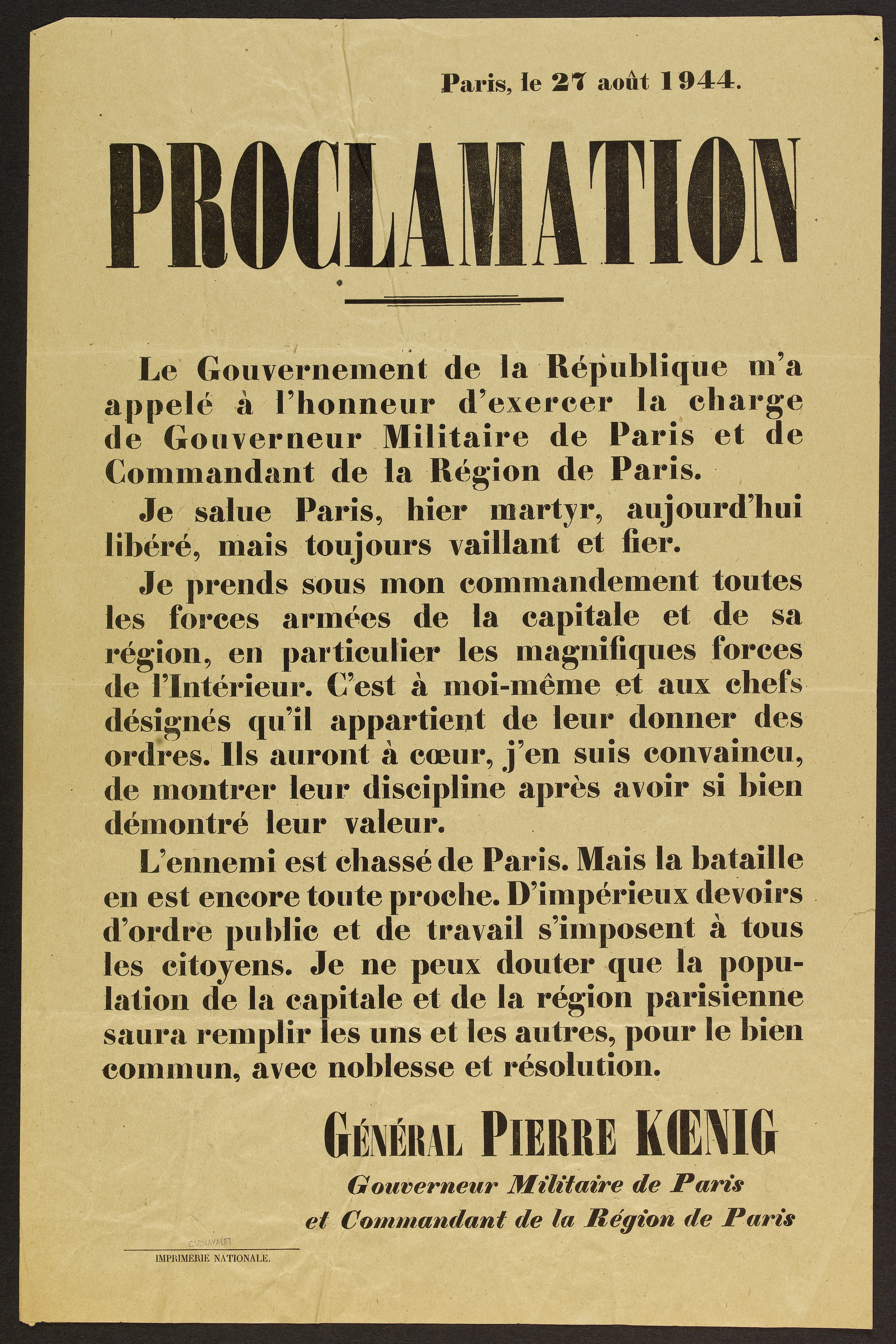
Proclamation du général Pierre Kœnig le 27 aout 1944 à sa nomination comme gouverneur militaire de Paris, au lendemain de la libération de la ville.

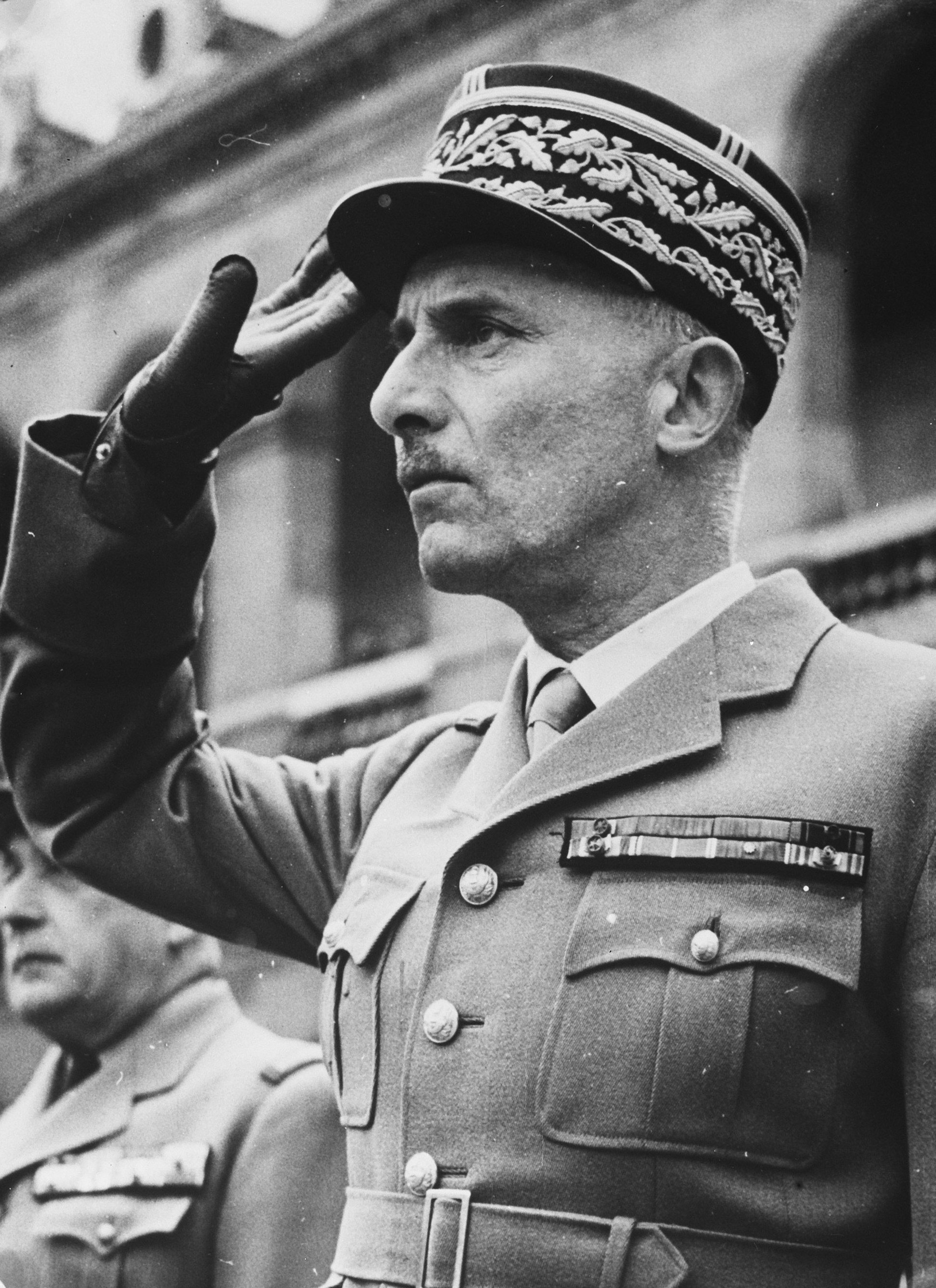
Le général Henri Zeller, gouverneur militaire de Paris de 1953 à 1957.

- Général Philippe Leclerc : août 1944
- Général Pierre Kœnig : 1944-1945
- Général Paul Legentilhomme : 1945-1947
- Général d'armée René-Jean-Charles Chouteau (d) : 16 janvier 1947 - mars 1953
- Général d'armée Henri Zeller : 1953-1957
- Général Louis-Constant Morlière (d) : 1957 - 31 août 1958
- Général Pierre Garbay : 1er septembre 1958 - 1959[w]
- Général Raoul Salan : 1959-1960[x]
- Général de corps d'armée Maurice Gazin (d) : 1960
- Général d'armée André Demetz : 1960-1962[y]
- Général Louis Dodelier : 1962-1965
- Général Philippe de Camas (d) : 1965-1968
- Général André Meltz (d) : 1968-1971
- Général d'armée Bernard Usureau (d) : 1971-1973
- Général de corps d'armée Philippe Clave : 1973-1975
- Général Jean Favreau : 1975-1977[z]
- Général de corps d'armée Jacques de Barry : 1977-1980, promu général d'armée en septembre 1980
- Général d'armée Jeannou Lacaze : 15 septembre 1980 - 1981
- Général de corps d'armée Roger Périer : 1981-1982
- Général d'armée Alban Barthez (d) : 1982-1984
- Général de corps d'armée Michel Fennebresque (d) : 1984 - 13 mars 1987
- Général d'armée Hervé Navereau : 14 mars 1987 - 31 juillet 1989[aa]
- Général d'armée Daniel Valéry : 1er août 1989 - 31 août 1991[ab] puis 1er septembre 1991 - 31 juillet 1992[ac] après redécoupage des zones de défense[ad]
- Général d'armée Michel Guignon : 1er août 1992 - 27 octobre 1996[ae]
- Général de corps d'armée Michel Billot (d) : 28 octobre 1996 - 31 juillet 2000[af]
- Général d'armée Pierre Costedoat (d) : 1er août 2000 - 31 octobre 2002[ag]
- Général d'armée Marcel Valentin : 1er novembre 2002 - 31 juillet 2005[ah]
- Général de corps d'armée Xavier de Zuchowicz : 1er août 2005 - 31 juillet 2007[ai]
- Général d'armée Bruno Dary : 1er août 2007 - 31 juillet 2012[aj]
- Général d'armée Hervé Charpentier : 1er août 2012 - 30 juillet 2015[ak]
- Général de corps d'armée Bruno Le Ray : 31 juillet 2015 - 30 juillet 2020[al]
- Général de corps d'armée Christophe Abad : 31 juillet 2020 - 30 septembre 2024[am], promu général d'armée en juin 2024
- Général de corps d'armée Loïc Mizon (d) : 1er octobre 2024[an].